# سلیمان دمیرل
سلیمان دمیرل (ترکی استانبولی: Süleyman Demirel، زاده ۱ نوامبر ۱۹۲۴ – مرگ ۱۷ ژوئن ۲۰۱۵) سیاستمدار اهل ترکیه و عضو حزب دموکرات ترکیه بود. وی هفت بار نخست‌وزیر ترکیه شد. سلیمان دمیرل از سال ۱۹۹۳ تا ۲۰۰۰ رئیس‌جمهور ترکیه بود. وی در رشته مهندسی عمران تحصیل کرده بود و یک دانشگاه در ترکیه به نام او است.

سلیمان دمیرل در ۱۷ ژوئن ۲۰۱۵ در بیمارستانی در آنکارا در ۹۰ سالگی درگذشت.

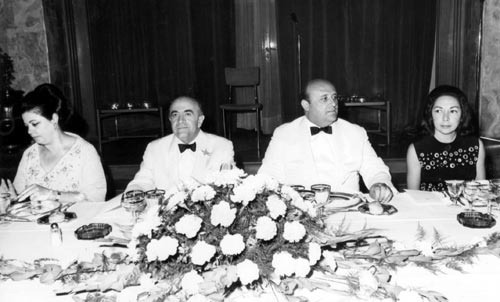
از راست: لیلا امامی، سلیمان دمیرل، امیرعباس هویدا، و نظمیه دمیرل

## زندگی‌نامه
سلیمان دمیرل در ۱ نوامبر ۱۹۲۴ در آتابی از شهرهای استان اسپارتا ترکیه به دنیا آمد. دوران ابتدایی را در زادگاهش بود و دبیرستان را در شهر افیون قره‌حصار سپری کرد.

## فعالیت‌های سیاسی
در انتخابات اکتبر ۱۹۶۵ حزب عدالت توانست اکثریت ۵۲٫۹٪ آرا را به دست آورد و سلیمان دمیرل به عنوان رهبر حزب عدالت، دولت جدیدی تشکیل داد. دمیرل تا مارس ۱۹۷۱ قدرت را دست داشت ولی در این سال به خاطر اعتصابات و اعتراض‌های کارگری و دانشجویی و تحت فشار نظامیان مجبور به استعفاء و ترک قدرت شد.